# ピエール・マリエタン
ピエール・マリエタン（Pierre Mariétan、1935年9月23日 - 2025年3月23日）は、スイスの作曲家。

## 略歴
モンテー生まれのマリエタンは、1955年から1960年にかけてジュネーヴ音楽院でまずマレスコッティに師事した後、ピエール・ブーレーズ、ベルント・アロイス・ツィンマーマン、ゴットフリート・ミヒャエル・ケーニヒ、アンリ・プッスール、カールハインツ・シュトックハウゼンらに師事し、彼の初期の作品はまさにセリエル音楽のキャンプといったものだった。1960年代に即興でアウトライン・スケッチを作成し始め、1970年代に入ると環境音や騒音公害の問題への関心を高めていった。
1966年には、「エチュードとリアリゼーション音楽のグループ（Groupe d'Etude et Réalisation Musicales、GERM）」の創設者となり、1979年にはパリ・ラ・ヴィレットの建築学部・音響および都市音楽研究室を設立し、1990年まで同研究所を指揮した。1969年から1988年までパリ大学 (IとVIII) に、また1993年にはパリ・ラ・ヴィレット建築学部に勤務した。1972年から1977年にかけてはガルジュ音楽院 (パリ地域圏) の院長を務め、さらにパリ大学、リール大学、バルセロナ大学、東京大学、京都大学、大阪大学、カリフォルニア大学サンディエゴ校、社会科学高等研究院、パリ国立高等美術学校、ブザンソン地方音楽院、マルセイユ地方音楽院、ローザンヌ工科大学で客員講師を務めている。
2025年3月23日、パリで死去。90歳没。

## 音楽スタイル
マリエタンの初期の作品は主にセリエル音楽に焦点を当てていたが、1960年代にはスケッチ・スコア（一部はアマチュアや子供向け）や即興演奏のためのガイドラインの作曲に転じた。1970年代以来、彼は主に作曲された音楽（「内部の音楽」）と日常の環境音（「外部の音楽」）を組み合わせることに焦点を当てており、それが彼を電子的でラジオフォニックな作曲へと導いた。たとえば、『Paysmusique』 (1991年) は、スイスのさまざまな方言で話された96の音声を組み合わせている。また、音響インスタレーションや音響環境の制作も行っており、建築家とコラボレーションしたりもしている。

## 作曲作品（一部）
- Caractères, for flute, viola, and contrabass (1961年)
- Ersatz, for solo viola (1961年)
- Exposés I–II, for 21 instruments (1961年)
- Passages I–III, for viola and cello (1961年)
- Faces I–II, for 18 instruments (1961年)
- Pièce centrale, for 21 instruments (1961年)
- Récit suivi de légende, for soprano, flute, English horn, clarinet, horn, harp, piano, and viola (1963–66年)
- Minutes, for chamber orchestra (1964年)
- Tempéraments (1964–56/1969年)
- Systèmes, for piano (1968年)
- Quatemio I, for carillon (1970年)
- Interfaces, for strings and tape (1971年)
- Milieu et environnement, exécution simultanée de plusieurs pièces pour une ‘musicalisation d’un espace déterminé’ (1971年)
- De par ce fait, for English horn, basset horn, 7 horns, and tape (1975年)
- Son silence bruit, for one musician (1975年)
- D’instant en instant, for three groups of 8 instruments (1976年)
- Rose des vents, seven-day musical happening in an urban environment (1982年)
- Transmusique I à V, for 6 instruments and 2 computers (1986年)
- Paysmusique 2, for string quartet and electronics (1992年)
- Bruissant et sonnant, for flute and harpsichord (1996年)
- Le bruit court, radiophonic music (1996年)

## 著作
- Mariétan, Pierre. 1970. "Pour une musique à communication orale." VH 101, no.3. Reprinted in Schweizerische Musikzeitung/Revue Musicale Suisse 112 (1972):" 86–89 and in Feedback Papers (Cologne, 1973), no. 5.
- Mariétan, Pierre. 1977.  "Son, silence, bruit." Revue d’esthétique 30.
- Mariétan, Pierre. 1994. “État de situations sonores: Pierre Mariétan redessine l'espace acoustique.” Dissonanz/Dissonance no. 39 (February): 4–7.
- Mariétan, Pierre. 1997. La musique du lieu. Bern: Commission Nationale Suisse pour l'UNESCO.